# Zhou Mi (giocatrice di badminton)
Zhou Mi (周蜜S, Zhōu MìP; Nanning, 18 febbraio 1979) è un'ex giocatrice di badminton cinese.

## Palmarès
Tutte le medaglie elencate sono state conquistate in rappresentanza della Cina, eccetto dove indicato.

Olimpiadi
- 1 medaglia:
  - 1 bronzo (Atene 2004 nel singolo)

Mondiali
- 2 medaglie:
  - 1 argento (Siviglia 2001 nel singolo)
  - 1 bronzo (Birmingham 2003 nel singolo)

Sudirman Cup
- 2 medaglie:
  - 1 oro (Siviglia 2001 nel misto)
  - 1 argento (Eindhoven 2003 nel misto)

Uber Cup
- 2 medaglie:
  - 2 ori (Canton 2002; Giacarta 2004)

Giochi asiatici
- 2 medaglie:
  - 2 ori (Busan 2002 nel singolo; Busan 2002 a squadre)

Campionati asiatici
- 2 medaglie:
  - 1 oro (Bangkok 2002 nel singolo)
  - 1 bronzo (New Delhi 2010 nel singolo[2])

Giochi dell'Asia orientale
- 2 medaglie[2]:
  - 1 argento (Hong Kong 2009 nel singolo)
  - 1 bronzo (Hong Kong 2009 a squadre)